# 哈科區

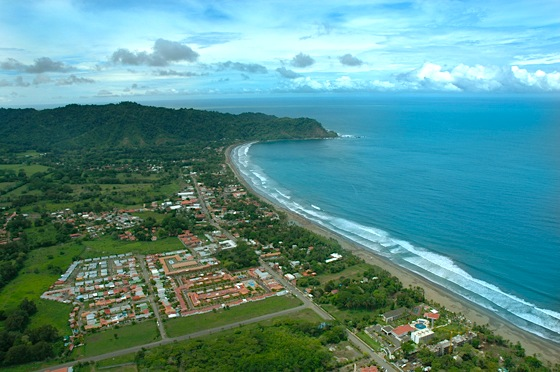

哈科區（西班牙語：Jacó），是哥斯達黎加的一個區，位於該國西部蓬塔雷納斯省，處於杜爾塞灣，面積140.41平方公里，2010年人口11,725，人口密度每平方公里83.51人。